# Natação nos Jogos Asiáticos de 2022
A natação dos Jogos Asiáticos de 2022 foi realizada no Centro Aquático do Parque Esportivo Olímpico de Hangzhou [en], na cidade de Hangzhou, na China, entre os dias de 24 a 29 de setembro de 2023.

## Cronograma
| H | Eliminatórias | F | Final |

| Evento↓/Data →             | 24 Dom | 24 Dom | 25 Seg | 25 Seg | 26 Ter | 26 Ter | 27 Qua | 27 Qua | 28 Qui | 28 Qui | 29 Sex | 29 Sex |
| -------------------------- | ------ | ------ | ------ | ------ | ------ | ------ | ------ | ------ | ------ | ------ | ------ | ------ |
| 50 m livre masculino       |        |        | H      | F      |        |        |        |        |        |        |        |        |
| 100 m livre masculino      | H      | F      |        |        |        |        |        |        |        |        |        |        |
| 200 m livre masculino      |        |        |        |        |        |        | H      | F      |        |        |        |        |
| 400 m livre masculino      |        |        |        |        |        |        |        |        |        |        | H      | F      |
| 800 m livre masculino      |        |        |        |        |        |        |        |        | F      | F      |        |        |
| 1500 m livre masculino     |        |        |        |        | F      | F      |        |        |        |        |        |        |
| 50 m costas masculino      |        |        | H      | F      |        |        |        |        |        |        |        |        |
| 100 m costas masculino     | H      | F      |        |        |        |        |        |        |        |        |        |        |
| 200 m costas masculino     |        |        |        |        |        |        |        |        |        |        | H      | F      |
| 50 m peito masculino       |        |        |        |        |        |        |        |        |        |        | H      | F      |
| 100 m peito masculino      |        |        | H      | F      |        |        |        |        |        |        |        |        |
| 200 m peito masculino      |        |        |        |        |        |        |        |        | H      | F      |        |        |
| 50 m borboleta masculino   |        |        |        |        |        |        |        |        | H      | F      |        |        |
| 100 m borboleta masculino  |        |        |        |        |        |        | H      | F      |        |        |        |        |
| 200 m borboleta masculino  |        |        |        |        |        |        |        |        |        |        | H      | F      |
| 200 m medley masculino     | H      | F      |        |        |        |        |        |        |        |        |        |        |
| 400 m medley masculino     |        |        |        |        | H      | F      |        |        |        |        |        |        |
| 4 × 100 m livre masculino  |        |        |        |        |        |        |        |        | H      | F      |        |        |
| 4 × 200 m livre masculino  |        |        | H      | F      |        |        |        |        |        |        |        |        |
| 4 × 100 m medley masculino |        |        |        |        | H      | F      |        |        |        |        |        |        |
| 50 m livre feminino        |        |        |        |        |        |        |        |        | H      | F      |        |        |
| 100 m livre feminino       |        |        |        |        | H      | F      |        |        |        |        |        |        |
| 200 m livre feminino       |        |        | H      | F      |        |        |        |        |        |        |        |        |
| 400 m livre feminino       |        |        |        |        | H      | F      |        |        |        |        |        |        |
| 800 m livre feminino       |        |        |        |        |        |        |        |        |        |        | F      | F      |
| 1500 m livre feminino      | F      | F      |        |        |        |        |        |        |        |        |        |        |
| 50 m costas feminino       |        |        | H      | F      |        |        |        |        |        |        |        |        |
| 100 m costas feminino      |        |        |        |        |        |        | H      | F      |        |        |        |        |
| 200 m costas feminino      |        |        |        |        | H      | F      |        |        |        |        |        |        |
| 50 m peito feminino        | H      | F      |        |        |        |        |        |        |        |        |        |        |
| 100 m peito feminino       |        |        |        |        |        |        | H      | F      |        |        |        |        |
| 200 m peito feminino       |        |        |        |        |        |        |        |        | H      | F      |        |        |
| 50 m borboleta feminino    |        |        |        |        |        |        |        |        |        |        | H      | F      |
| 100 m borboleta feminino   |        |        |        |        |        |        | H      | F      |        |        |        |        |
| 200 m borboleta feminino   | H      | F      |        |        |        |        |        |        |        |        |        |        |
| 200 m medley feminino      |        |        | H      | F      |        |        |        |        |        |        |        |        |
| 400 m medley feminino      |        |        |        |        |        |        | H      | F      |        |        |        |        |
| 4 × 100 m livre feminino   | H      | F      |        |        |        |        |        |        |        |        |        |        |
| 4 × 200 m livre feminino   |        |        |        |        |        |        |        |        | H      | F      |        |        |
| 4 × 100 m medley feminino  |        |        |        |        |        |        |        |        |        |        | H      | F      |
| 4 × 100 m medley misto     |        |        |        |        |        |        | H      | F      |        |        |        |        |

## Compeitções

### Masculino
| Evento                    | Ouro                            | Prata                           | Bronze                           |
| ------------------------- | ------------------------------- | ------------------------------- | -------------------------------- |
| 50 m livre masculino      | KOR Coreia do Sul Ji Yu-chan    | HKG Hong Kong Ian Yentou Ho     | CHN China Pan Zhanle             |
| 100 m livre masculino     | CHN China Pan Zhanle            | CHN China Wang Haoyu            | KOR Coreia do Sul Hwang Sun-woo  |
| 200 m livre masculino     | KOR Coreia do Sul Hwang Sun-woo | CHN China Pan Zhanle            | KOR Coreia do Sul Lee Ho-joon    |
| 400 m livre masculino     | KOR Coreia do Sul Kim Woo-min   | CHN China Pan Zhanle            | VIE Vietnã Nguyễn Huy Hoàng      |
| 800 m livre masculino     | KOR Coreia do Sul Kim Woo-min   | CHN China Fei Liwei             | VIE Vietnã Nguyễn Huy Hoàng      |
| 1500 m livre masculino    | CHN China Fei Liwei             | KOR Coreia do Sul Kim Woo-min   | JPN Japão Shogo Takeda           |
| 50 m costas masculino     | CHN China Xu Jiayu              | CHN China Wang Gukailai         | JPN Japão Ryosuke Irie           |
| 100 m costas masculino    | CHN China Xu Jiayu              | JPN Japão Ryosuke Irie          | KOR Coreia do Sul Lee Ju-ho      |
| 200 m costas masculino    | CHN China Xu Jiayu              | KOR Coreia do Sul Lee Ju-ho     | JPN Japão Hidekazu Takehara      |
| 50 m peito masculino      | CHN China Qin Haiyang           | CHN China Sun Jiajun            | KOR Coreia do Sul Choi Dong-yeol |
| 100 m peito masculino     | CHN China Qin Haiyang           | CHN China Yan Zibei             | KOR Coreia do Sul Choi Dong-yeol |
| 200 m peito masculino     | CHN China Qin Haiyang           | CHN China Dong Zhihao           | JPN Japão Ippei Watanabe         |
| 50 m borboleta masculino  | KOR Coreia do Sul Baek In-chul  | SGP Singapura Teong Tzen Wei    | KAZ Cazaquistão Adilbek Mussin   |
| 100 m borboleta masculino | JPN Japão Katsuhiro Matsumoto   | CHN China Wang Changhao         | KAZ Cazaquistão Adilbek Mussin   |
| 200 m borboleta masculino | JPN Japão Tomoru Honda          | TPE Taipé Chinês Wang Kuan-hung | CHN China Chen Juner             |
| 200 m medley masculino    | CHN China Wang Shun             | CHN China Qin Haiyang           | JPN Japão Daiya Seto             |
| 400 m medley masculino    | JPN Japão Tomoru Honda          | JPN Japão Daiya Seto            | CHN China Wang Shun              |

### Feminino
| Evento                    | Ouro                                                          | Prata                                                                 | Bronze                                                                     |
| ------------------------- | ------------------------------------------------------------- | --------------------------------------------------------------------- | -------------------------------------------------------------------------- |
| 50 m livre feminino       | CHN China Zhang Yufei                                         | HKG Hong Kong Siobhán Haughey                                         | CHN China Cheng Yujie                                                      |
| 100 m livre feminino      | HKG Hong Kong Siobhán Haughey                                 | CHN China Yang Junxuan                                                | CHN China Cheng Yujie                                                      |
| 200 m livre feminino      | HKG Hong Kong Siobhán Haughey                                 | CHN China Li Bingjie                                                  | CHN China Liu Yaxin                                                        |
| 400 m livre feminino      | CHN China Li Bingjie                                          | CHN China Ma Yonghui                                                  | JPN Japão Waka Kobori                                                      |
| 800 m livre feminino      | CHN China Li Bingjie                                          | JPN Japão Waka Kobori                                                 | CHN China Yang Peiqi                                                       |
| 1500 m livre feminino     | CHN China Li Bingjie                                          | CHN China Gao Weizhong                                                | JPN Japão Yukimi Moriyama                                                  |
| 50 m costas feminino      | CHN China Wang Xueer                                          | CHN China Wan Letian                                                  | JPN Japão Miki Takahashi                                                   |
| 100 m costas feminino     | CHN China Wan Letian                                          | CHN China Wang Xueer                                                  | KOR Coreia do Sul Lee Eun-ji                                               |
| 200 m costas feminino     | CHN China Peng Xuwei                                          | CHN China Liu Yaxin                                                   | KOR Coreia do Sul Lee Eun-ji                                               |
| 50 m peito feminino       | CHN China Tang Qianting                                       | JPN Japão Satomi Suzuki                                               | HKG Hong Kong Siobhán Haughey                                              |
| 100 m peito feminino      | JPN Japão Reona Aoki                                          | JPN Japão Satomi Suzuki                                               | CHN China Yang Chang                                                       |
| 200 m peito feminino      | CHN China Ye Shiwen                                           | KOR Coreia do Sul Kwon Se-hyun                                        | JPN Japão Runa Imai                                                        |
| 50 m borboleta feminino   | CHN China Zhang Yufei                                         | CHN China Yu Yiting                                                   | JPN Japão Rikako Ikee                                                      |
| 100 m borboleta feminino  | CHN China Zhang Yufei                                         | JPN Japão Ai Soma                                                     | CHN China Wang Yichun                                                      |
| 200 m borboleta feminino  | CHN China Zhang Yufei                                         | CHN China Yu Liyan                                                    | JPN Japão Hiroko Makino                                                    |
| 200 m medley feminino     | CHN China Yu Yiting                                           | CHN China Ye Shiwen                                                   | KOR Coreia do Sul Kim Seo-yeong                                            |
| 400 m medley feminino     | CHN China Yu Yiting                                           | JPN Japão Ageha Tanigawa                                              | JPN Japão Mio Narita                                                       |
| 4 × 100 m livre feminino  | CHN China Yang Junxuan, Cheng Yujie, Wu Qingfeng, Zhang Yufei | JPN Japão Nagisa Ikemoto, Chihiro Igarashi, Rikako Ikee, Rio Shirai   | HKG Hong Kong Camille Cheng, Siobhán Haughey, Tam Hoi Lam, Stephanie Au    |
| 4 × 200 m livre feminino  | CHN China Liu Yaxin, Cheng Yujie, Li Bingjie, Li Jiaping      | JPN Japão Rio Shirai, Nagisa Ikemoto, Waka Kobori, Miyu Namba         | KOR Coreia do Sul Kim Seo-yeong, Hur Yeon-kyung, Park Su-jin, Han Da-kyung |
| 4 × 100 m medley feminino | JPN Japão Miki Takahashi, Reona Aoki, Ai Soma, Nagisa Ikemoto | KOR Coreia do Sul Lee Eun-ji, Ko Ha-ru, Kim Seo-yeong, Hur Yeon-kyung | HKG Hong Kong Stephanie Au, Siobhán Haughey, Natalie Kan, Tam Hoi Lam      |

b  Nadadoras que participaram apenas nas eliminatórias e receberam medalhas.

### Misto
| Evento                 | Ouro | Prata | Bronze                                                                                               |
| ---------------------- | --- | --- | --- |
| 4 × 100 m medley misto | CHN China Xu Jiayu, Qin Haiyang, Zhang Yufei, Yang Junxuan Wang Shun, Yan Zibei, Wang Yichun, Cheng Yujie | JPN Japão Ryosuke Irie, Yuya Hinomoto, Ai Soma, Nagisa Ikemoto Hidekazu Takehara, Ippei Watanabe, Hiroko Makino | KOR Coreia do Sul Lee Eun-ji, Choi Dong-yeol, Kim Seo-yeong, Hwang Sun-woo Lee Ju-ho, Hur Yeon-kyung |

## Nações participantes
37 países competiram na natação nos Jogos Asiáticos de 2022:
- AFG Afeganistão (1)
- BAN Bangladesh (2)
- BHU Butão (2)
- CAM Camboja (4)
- CHN China (40)
- PRK Coreia do Norte (2)
- HKG Hong Kong (37)
- IND Índia (21)
- INA Indonésia (7)
- IRN Irã (4)
- JPN Japão (38)
- KAZ Cazaquistão (6)
- KOR Coreia do Sul (24)
- KUW Kuwait (4)
- KGZ Quirguistão (2)
- LAO Laos (5)
- LBN Líbano (1)
- MAC Macau (10)
- MAS Malásia (7)
- MDV Maldivas (8)
- MGL Mongólia (29)
- NEP Nepal (4)
- OMA Omã (2)
- PAK Paquistão (7)
- PLE Palestina (4)
- PHI Filipinas (8)
- QAT Catar (7)
- SGP Singapura (22)
- SRI Sri Lanka (3)
- TPE Taipé Chinês (8)
- TJK Tajiquistão (8)
- THA Tailândia (20)
- TLS Timor-Leste (2)
- TKM Turcomenistão (3)
- UAE Emirados Árabes Unidos (4)
- UZB Uzbequistão (3)
- VIE Vietnã (10)

## Tabela de medalhas
| Pos.               | País               | Ouro | Prata | Bronze | Total |
| ------------------ | ------------------ | ---- | ----- | ------ | ----- |
| 1                  | CHN China          | 28   | 21    | 9      | 58    |
| 2                  | KOR Coreia do Sul  | 6    | 6     | 10     | 22    |
| 3                  | JPN Japão          | 5    | 10    | 15     | 30    |
| 4                  | HKG Hong Kong      | 2    | 2     | 3      | 7     |
| 5                  | SIN Singapura      | 0    | 1     | 0      | 1     |
| 5                  | TPE Taipé Chinês   | 0    | 1     | 0      | 1     |
| 7                  | KAZ Cazaquistão    | 0    | 0     | 2      | 2     |
| 7                  | VIE Vietnã         | 0    | 0     | 2      | 2     |
| Total (8 entradas) | Total (8 entradas) | 41   | 41    | 41     | 123   |